# واو (حرف)
واو، دیگما (بزرگ Ϝ، کوچکϝ; (به یونانی: ϝαῦ, δίγαμμα) [wau, digamma]) یک حرف کهن الفبای یونانی است. این حرف در اصل برای نشان دادن صدای /w/ به کار می‌رفت اما امروزه در اعداد یونانی برای ۶ به کار می رود.